# Francisco Menano
Francisco Paulo Menano (Fornos de Algodres, 26 de fevereiro de 1888 — Lisboa, 11 de novembro de 1970) foi um guitarrista, compositor e cantor que se destacou como compositor de fado de Coimbra. Licenciado em Direito pela Universidade de Coimbra, seguiu a carreira de magistrado judicial que terminou como juiz desembargador no Tribunal da Relação de Lisboa. Também se dedicou à música coral, tendo participado na refundação do Orfeon Académico de Coimbra. Foi irmão do também fadista António Menano.

## Biografia
Francisco Menano nasceu em Fornos de Algodres, uma vila do Distrito da Guarda, filho do negociante e proprietário António da Costa Menano e de sua esposa Januária Augusta Paulo. Foi um dos catorze filhos do casal, que teve seis raparigas e oito rapazes.
Terminados os estudos elementares em Fornos de Algodres e o primeiro ciclo liceal na Guarda, transferiu-se para Coimbra em 1905 para completar os estudos preparatórios para ingresso na Universidade de Coimbra. Concluído o último ciclo liceal, matriculou-se em 1907 na Faculdade de Direito da Universidade, concluindo a licenciatura em 1912.
O período em que permaneceu em Coimbra, de 1905 a 1912, foi conturbado pelos acontecimentos que marcaram os anos finais do regime monárquico e pela implantação da República Portuguesa em 5 de outubro de 1910. Nesse período a vida da academia coimbrã foi sacudida pela forte contestação estudantil ao funcionamento da Universidade, que culminou na Greve dos Intransigentes de 1907, quando ainda era finalista liceal. A essa contestação juntaram-se as inevitáveis repercussões do regicídio de fevereiro de 1908 e, finalmente, as consequências da implantação da República e das profundas alterações sócio-políticas e académicas que se lhe seguiram, nomeadamente a reforma da Universidade de Coimbra e a expansão do ensino universitário, que em 1911 se alargou a Lisboa e ao Porto.
Ligou-se aos grupos de tendências republicanas e participou ativamente na vida cultural da academia, tendo papel relevante na reintrodução do canto orfeonista na Universidade de Coimbra. Em conjunto com António Joyce (1886 – 1964) e outros estudantes participou na constituição de um novo orfeão, o qual se estreou no Teatro Circo Príncipe Real, em Coimbra, a 23 de janeiro de 1909. Com o orfeão participou em diversas digressões, incluindo digressões a França e ao Brasil. Maioritariamente republicano, o grupo recusara a estreia aquando do Te Deum que celebrou a subida ao trono de D. Manuel II, em Fevereiro de 1908. Integrou também um grupo de fados e guitarradas de Coimbra, parte da Tuna Académica da Universidade de Coimbra que realiza múltiplas digressões.
Terminado o curso em 1912, ingressou na magistratura judicial, sendo inicialmente colocado no tribunal da Figueira da Foz. Depois de passar por diversas comarcas, nomeadamente por Serpa onde permaneceu alguns anos, foi nomeado juiz desembargador no Tribunal da Relação de Coimbra, de onde foi transferido para o Tribunal da Relação de Lisboa, onde terminou a sua carreira.
Manteve sempre uma intensa ligação ao Fado de Coimbra, sendo exímio guitarrista, tendo composto centenas de músicas para poemas de múltiplos autores. Foi, a par com o seu irmão António Menano, um dos principais cultores daquela modalidade do fado do seu tempo. Deixou uma valiosa obra musical dispersa por diversas publicações e intérpretes.